# Квантова спінова рідина
Квантова спінова рідина — один з магнітних станів речовини, поряд з феромагнетизмом і антиферомагнетизмом. Зумовлено «рідинною» поведінкою спінів, моментів імпульсів елементарних частинок при низьких температурах. Збурення спінів відбувається до найнижчих температур.
Можливість існування спінової рідини була теоретично передбачена Філіпом Андерсоном у 1973 році та отримала експериментальне підтвердження у 2012 році, після дослідження зразка мінералу гербертсмітиту, здатного виявляти властивості рідини.
Квантові спінові рідини викликали додатковий інтерес, коли в 1987 році Андерсон запропонував теорію, яка описує високотемпературну надпровідність у термінах невпорядкованого стану спін-рідина.